# Eremohutia górska
Eremohutia górska (Isolobodon montanus) – gatunek wymarłych gryzoni z rodziny hutiowatych. Zamieszkiwał na wyspach karaibskich: Haiti i Gonâve.
Był bardzo podobny do drugiego gatunku z rodzaju Isolobodon, eremohutii portorykańskiej. Wymarł najprawdopodobniej po przybyciu Europejczyków, jako że szczątki tych gryzoni sąsiadują ze szczątkami zawleczonych szczurów.

## Literatura
- Woods, C.A.; Kilpatrick, C.W. Infraorder Hystricognathi. W: Wilson, D.E.; Reeder, D.M. (Eds.). Mammal Species of the World: A Taxonomic and Geographic Reference. 3. ed. Baltimore: Johns Hopkins University Press, 2005. v. 2, p. 1538-1600.